# برایانت سیت
برایانت سیت (انگلیسی: Bryant Stith؛ زاده ۱۰ دسامبر ۱۹۷۰) یک بازیکن بسکتبال اهل ایالات متحده آمریکا است.